# Munch Mobile
Munch Mobile, noto in Giappone come Joyful Road (ジョイフルロード?, Joifuru Rōdo), è un videogioco arcade sviluppato e pubblicato da SNK nel 1983. Ebbe un'unica conversione l'anno seguente (1984) per l'home computer Texas Instruments TI-99/4A.
È stato emulato per la prima volta ed incluso all'interno di SNK 40th Anniversary Collection, raccolta uscita tra il 2018 e il 2019 su Nintendo Switch, PlayStation 4, Xbox One e Steam.

## Modalità di gioco
Munch Mobile è visto da una prospettiva dall'alto verso il basso e scorre automaticamente in avanti. In questo titolo viene guidato un'auto antropomorfa che usa braccia estensibili per afferrare oggetti da lungo la strada. L'obiettivo è raggiungere una casa alla fine della strada e parcheggiare nel garage annesso; il conducente dell'auto altrimenti invisibile si riunisce all'occupante della casa.
Il giocatore sterza la macchina con il joystick sinistro a otto direzioni; quello destro a due direzioni serve per controllare le mani. Frutta, pesce e sacchi di denaro danno punti e i contenitori di benzina forniscono più carburante. Vengono assegnati punti extra per lo smaltimento dei resti non commestibili di cibo nei bidoni della spazzatura. Alberi e altri ostacoli feriscono la mano, rendendola temporaneamente inutilizzabile. Le vite vengono perse se il giocatore finisce il carburante o si scontra con il bordo della strada o altri veicoli.